# Morals For Men
Pour plus de détails, voir Fiche technique et Distribution.
Morals for Men est un film muet américain réalisé par Bernard H. Hyman, sorti en 1925.

## Synopsis
Joe Strickland, un ingénieur, vit avec Bessie Hayes, une contrebandière. Bessie croit que Joe essaie de voler leurs économies et ils décident de se séparer. Elle ouvre un établissement de manucure et épouse le riche Harvey Larkin. Peu après leur mariage, Harvey commence à négliger Bessie.
Joe sauve Marion Winslow, une jeune mondaine, de la noyade, à la suite de cela il se réforme et épouse Marion. Bessie est victime de chantage de la part de Frank Bowman, un ancien collègue, et demande de l'aide à Joe. Marion devient jalouse et menace de divorcer. Harvey jette Bessie dehors quand elle avoue son passé. Réalisant qu'elle ne sera jamais pardonnée pour ses péchés passés, elle se suicide.

## Fiche technique
- Titre original : Morals for Men
- Réalisation : Bernard H. Hyman
- Scénario : A. P. Younger, d'après le roman The Lucky Serum de Gouverneur Morris
- Direction artistique : Edwin B. Willis
- Photographie : Roland Price
- Montage : James C. McKay
- Production : A. P. Younger
- Société de production : Tiffany Productions
- Société de distribution : Tiffany Productions
- Pays d'origine :  États-Unis
- Langue originale : anglais
- Format : Noir et blanc — 35 mm — 1,33:1 — son monoFilm muet
- Genre : drame
- Durée : 8 bobines
- Dates de sortie : États-Unis : 16 novembre 1925

## Distribution
- Conway Tearle : Joe Strickland
- Agnes Ayres : Bessie Hayes
- Alyce Mills : Marion Winslow
- Otto Matieson : Frank Bowman
- Robert Ober : Harvey Larkin
- John Miljan : Leonard Wallace
- Mary Beth Milford : Mary
- Eve Southern : Mme Strickland